# 도나 윌키스

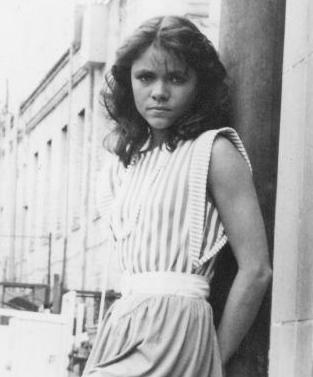

도나 윌키스(Donna Consuelos Wilkes, 1959년 11월 11일 ~ )는 미국의 영화배우, 텔레비전 배우이다.
맨해튼에서 태어났다.

## 영화
- 마이 스텝브라더스 이즈 어 뱀파이어!?! (2013년)
- 그로테스크(영어판) (1988년)
- 엔젤 (1984년)
- 내일은 태양 (1981년)
- 스키조이드 (1980년)
- 신나는 개구쟁이 (1978년)
- 죠스 2 (1978년)
- 우리 생애 나날들 (1965년)